# Bråta göl, Södermanland
Bråta göl är en sjö i Nyköpings kommun i Södermanland och ingår i Kilaåns huvudavrinningsområde.